# Athens (Pensilvânia)
Athens é um distrito localizado no estado norte-americano de Pensilvânia, no Condado de Bradford.

## Demografia
Segundo o censo norte-americano de 2000, a sua população era de 3415 habitantes. 
Em 2006, foi estimada uma população de 3289, um decréscimo de 126 (-3.7%).

## Geografia
De acordo com o United States Census Bureau tem uma área de 
4,8 km², dos quais 4,6 km² cobertos por terra e 0,2 km² cobertos por água.

## Localidades na vizinhança
O diagrama seguinte representa as localidades num raio de 20 km ao redor de Athens. 